# Takara-jima (Kagoshima)
Takara-jima (japanisch 宝島) gehört zu den japanischen Tokara-Inseln im Norden der Ryūkyū-Inseln. Der Name der Insel bedeutet übersetzt „Schatzinsel“. Die Insel hat Stand 2018 eine Einwohnerzahl von 131. Das zur Gemeinde Toshima gehörende Dorf liegt im Norden der Insel. Takara-jima gehört zur Präfektur Kagoshima.

## Geographie
Takara-jima hat eine Fläche von 7,14 Quadratkilometern. Die Form der Insel ist etwa dreieckig mit den drei Landspitzen Akagi-saki (赤木埼) im Nordosten, Ōse-zaki (大瀬埼) im Nordwesten und Araki-saki (荒木埼) mit dem Arakisaki-Leuchtturm im Südosten. Der höchste Berg der Insel ist der Imakira-dake mit einer Höhe von 291,9 m.
Im Westen der Insel befindet sich eine 400 bis 500 Meter tiefe Kalksteinhöhle.

## Fauna
Auf Takara-jima und der benachbarten Insel Kotakara-jima ist die Vipernart Tokara-Habu (Protobothrops tokarensis) endemisch. Die Art wird von der IUCN als gefährdet eingestuft. Auf der Insel wird zudem das Tokara-Pony, eine in Japan endemische und schon vor der Ankunft der Europäer existierende Pferderasse, gezüchtet.

## Galerie

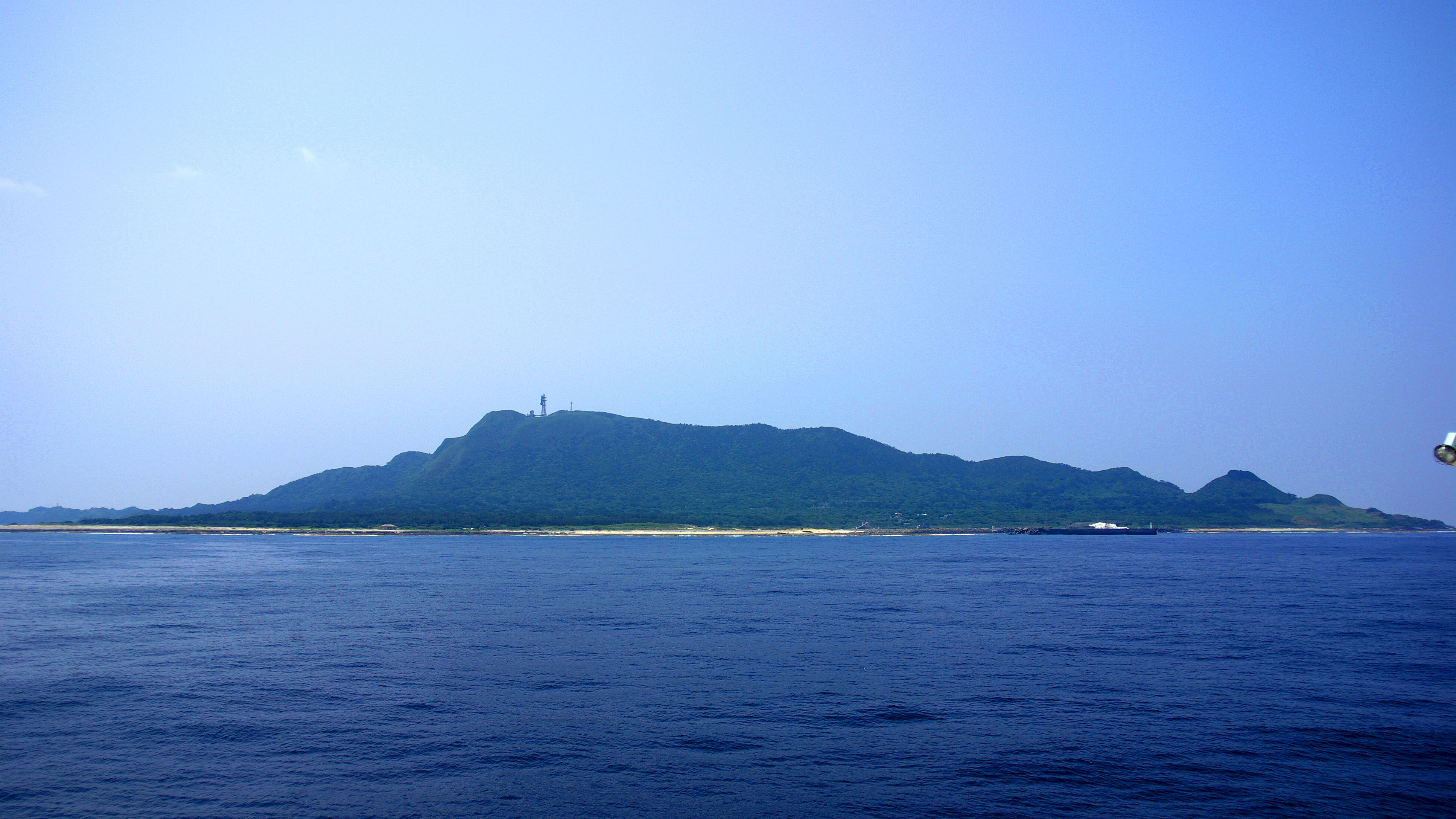
Takara-jima (Mai 2007)
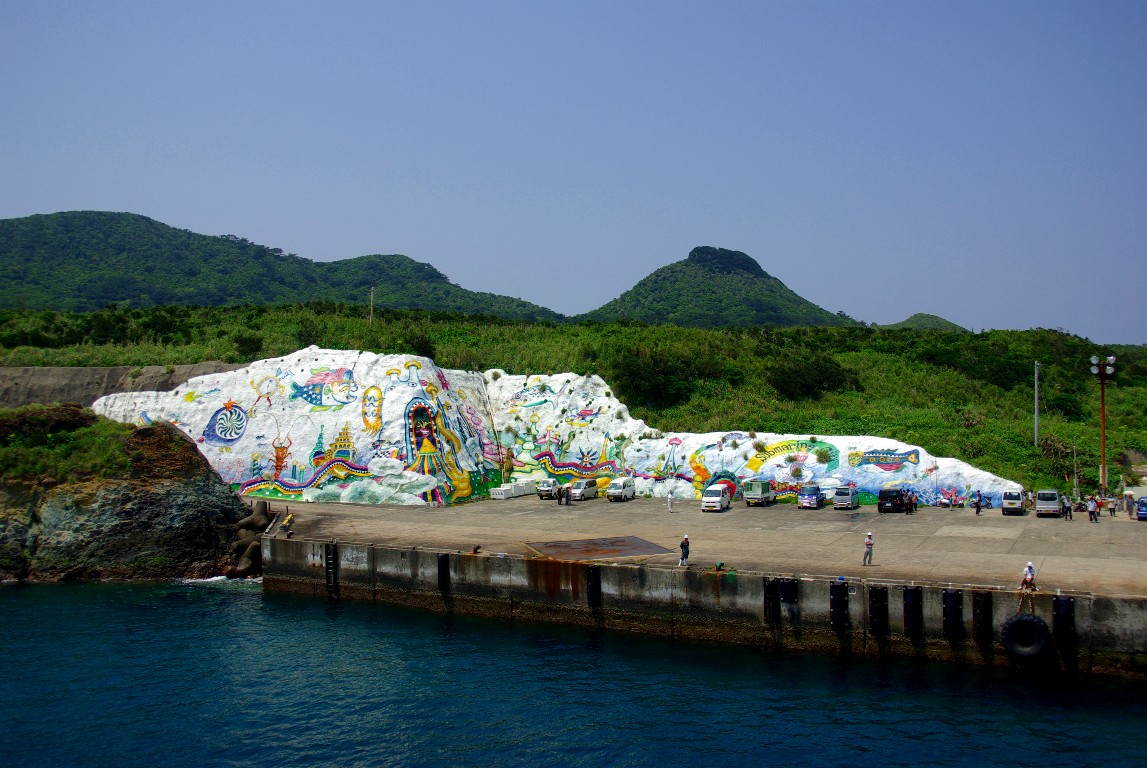
Hafen von Takara-jima mit Wandmalerei (Mai 2007)
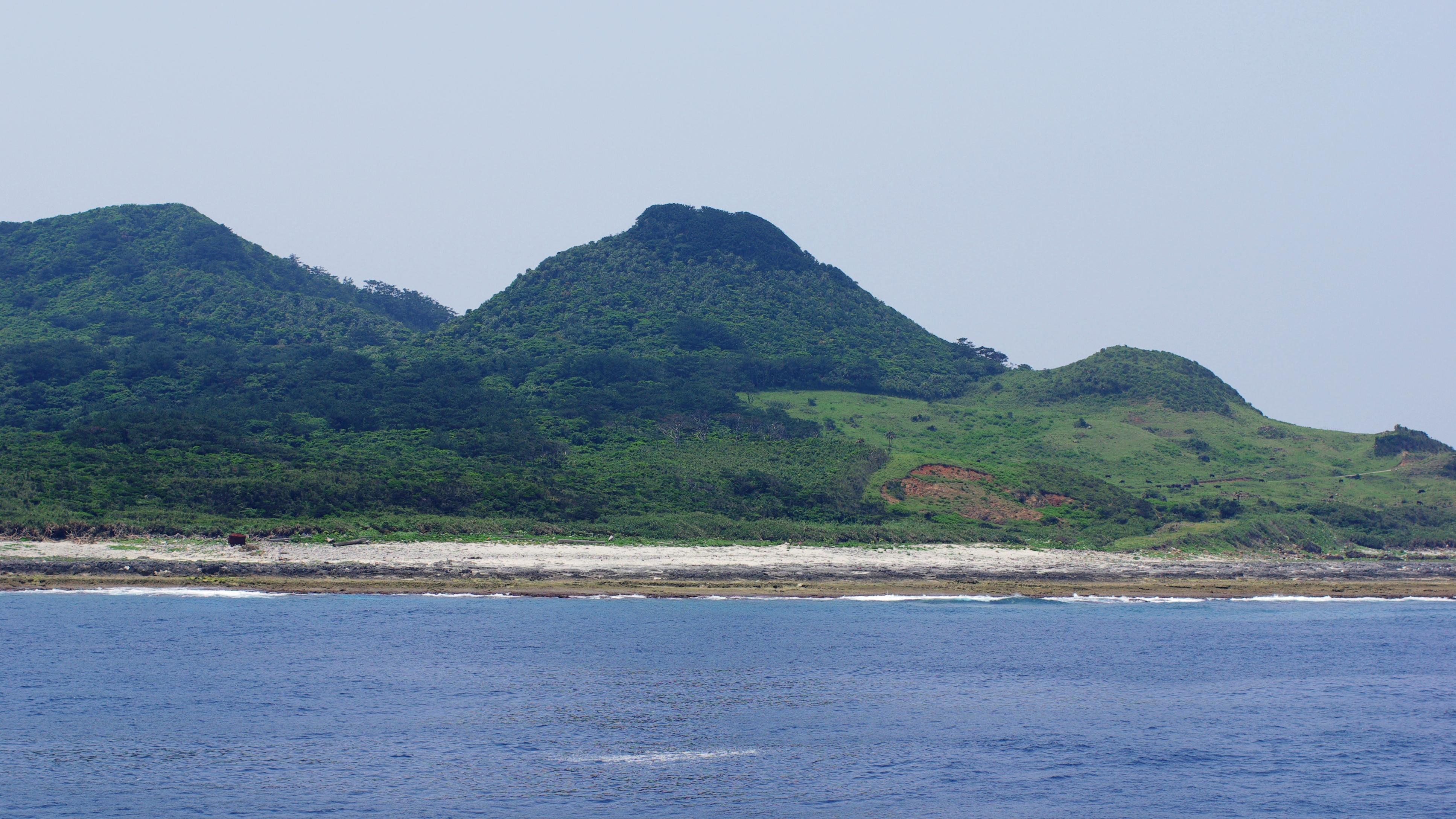
Megamiyama auf Takara-jima (Mai 2007)